# Nicolás Cuestas
Nicolás Cuestas Cardozo (8 de diciembre de 1986) es un deportista, policía y maratonista uruguayo.
Junto con su hermano mellizo Martín compiten en maratón. Los dos pertenecen a la Policía Nacional y son los primeros policías uruguayos en ir a los Juegos Olímpicos. 
Participaron de los Juegos Olímpicos de Río de Janeiro 2016.
Los hermanos integraron la delegación uruguaya del Comité Olímpico Uruguayo de 17 deportistas que compitieron en 9 disciplinas.
Cuestas finalizó en la posición 40 de la maratón olímpica de los Juegos Olímpicos de Río de Janeiro 2016 con 2:17.44, el mejor tiempo de un atleta uruguayo en unos Juegos Olímpicos.
En 2019 fue el atleta Uruguayo que más selecciones nacionales integró. 
En septiembre de 2020, participa, junto a su hermano, del programa televisivo MasterChef Celebrity Uruguay en Canal 10.

## Premios
- 2015, ganó la medalla de bronce en los 5000 metros del Iberoamericano de Río.[11]
- 2017 fue bronce sudamericano en medio maratón
- 2019 fue campeón Sudamericano en medio maratón

## Récords personales
- 10 de octubre de 2010, 800 metros: 1'57.40 - Rosario (Argentina),
- 25 de marzo de 2015, 1500 metros: 3'56.33 - Buenos Aires (Argentina),
- 3 de abril  de 2016, 3000 metros: 8'17.79 - Montevideo (Uruguay),
- 16 de mayo de 2016, 5000 metros: 13'58.60 - Campeonato Iberoamericano, Río de Janeiro (Brasil),
- 5 de marzo de 2016, 10.000 metros: 29'18.85 - Montevideo (Uruguay),
- 16 de noviembre de 2019, 10 km: 29'19 - Montevideo (Uruguay),
- 27 de octubre de 2019, Media maratón: 1:03'34 (récord nacional) Valencia (España),
- 20 de febrero de 2022, Maratón: 2:11'03 - (récord nacional) Sevilla (España),